# Lac du Cran Cassé
Pour les articles homonymes, voir Cran.
Le lac du Cran Cassé est un plan d'eau douce du bassin versant de la rivière Péribonka, situé sur la rive Nord-Ouest du fleuve Saint-Laurent, dans le territoire non organisé de Mont-Valin, dans la municipalité régionale de comté (MRC) du Fjord-du-Saguenay, dans la région administrative de la Saguenay–Lac-Saint-Jean, dans la province de Québec, au Canada.
Ce lac encaissé entre les montagnes offre un décor majestueux. Les sommets de montagne atteignent : 954 m du côté Nord-Est et 878 m du côté du côté Nord soit le mont de l’Andromède. La foresterie constitue la principale activité économique du secteur ; les activités récréotouristiques sont accessoires compte tenu de l’éloignement géographique et du manque de routes d’accès,,.
La surface du lac du Cran Cassé est habituellement gelée de la mi-novembre à la mi-avril, toutefois la circulation sécuritaire sur la glace se fait généralement du début de décembre à la fin de mars.

## Géographie
Les principaux bassins versants voisins du lac du Cran Cassé sont :
- côté Nord : lac aux Deux Décharges, rivière aux Outardes, rivière Carignan, lac Dutrisac, rivière Boivin ;
- côté Est : lac aux Deux Décharges, rivière Boivin, lac Plétipi, rivière aux Outardes ;
- côté Sud : lac du Castor Noir, rivière du Cran Cassé, rivière Savane, rivière Lerole, rivière Benoît, rivière à Michel Nord, rivière Péribonka ;
- côté Ouest : rivière Savane, rivière Courtois, rivière Péribonka, rivière Témiscamie[1].

Le lac du Cran Cassé a une forme de demi-anneau difforme en trois parties, entourant partiellement une montagne dont le sommet atteint 873 m. Il comporte une longueur de 9,0 km, une largeur maximale de 2,8 km et une altitude de 684 m. Ce lac est surtout alimenté par la décharge du lac aux Deux Décharges (venant du Nord) et par deux ruisseaux de montagne. Il comporte une presqu’île rattachée à la rive Sud-Est s’étirant vers le Nord sur 1,4 km, créant un détroit d’une longueur de 2,3 km longeant la rive Nord reliant la partie Ouest du lac.
L’embouchure du lac du Cran Cassé est localisée sur la rive Sud de sa partie Est, soit à :
- 2,1 km au Nord-Ouest du lac du Castor Noir ;
- 9,4 km à l’Est du cours de la rivière Savane ;
- 19,4 km au Sud-Ouest du lac de tête de la rivière aux Outardes ;
- 36,1 km au Nord-Est du lac Courtois ;
- 22,5 km au Nord de l’embouchure de la « rivière du Cran Cassé » (confluence avec la rivière Savane) ;
- 18,8 km à l’Est du cours de la rivière Péribonka Est ;
- 65,1 km au Nord-Est du lac Natipi ;
- 98,8 km au Nord de l’embouchure de la rivière Savane (confluence avec la rivière Péribonka)[1],[4].

À partir de l’embouchure du lac du Cran Cassé, le courant descend en suivant le cours de la rivière du Cran Cassé sur 28,3 km vers le Sud, le cours de la rivière Savane sur 67,2 km vers le Sud-Ouest, le cours de la rivière Péribonka sur 436,3 km vers le Sud, traverse le lac Saint-Jean sur 29,3 km vers l’Est, puis emprunte sur 155 km le cours de la rivière Saguenay vers l’Est jusqu'à la hauteur de Tadoussac où il conflue avec le fleuve Saint-Laurent.

## Toponymie
D'origine descriptive, le nom de ce plan d'eau évoque la présence d'un rocher haut de 65 m qui se dresse abruptement, sur la presqu'île au centre du lac. L'un des sens habituels de cran au Québec est celui de rocher découpé perpendiculairement, en falaise. Les noms du lac et de la rivière étaient indiqués sur la carte Côte nord du St-Laurent publiée par le ministère des Terres et Forêts en 1934, sous les formes de Lac Cran-Cassé et de Rivière Cran-Cassé.
Le toponyme « Lac du Cran Cassé » a été officialisé le 5 décembre 1968 par la Commission de toponymie du Québec.